# Liste des évêques de Fossombrone
le diocèse de Fossombrone est un ancien diocèse italien dans les Marches, avec siège à Fossombrone. Le diocèse est fondé au Ve siècle. En 1986 le diocèse est fusé avec les diocèses de Cagli et Pergola et de Fano dans le diocèse de Fano-Fossombrone-Cagli-Pergola.

## Évêques
- Settimio † (109 - ?)
- Fabien † (127 - ?)
- Adrien I † (222 - ?)
- Innocent Ier † (231 - ?)
- Timoteo † (284 - 304)
- André Ier † 310 - ?)
- Alexandre † (409 - ?)
- Charles † (435 - ?)
- Innocent II † (498 - 505)
  - Felicissimo ? †
- Paulin † (555 - ?)
- Marc † (649 - ?)
- Paul † (735 - ?)
- Léopard † (826 - 852)
- Jean  Ier † (853 - ?)
- Geremia † (860 - ?)
- Jean  II † (868 - ?)
- Pierre Ier † (876 - ?)
- André† (908 - ?)
- Réginald † (967 - ?)
- Adamo † (1034 - 1044)
  - Anonimo †
- Benoît † (1045- 1072)
- Folco ou Fulconio † (1076 - 1086)
- Ubaldo † (1099 - ?)
- Monaldo Ier † (1112 - ?)
- Gualfredo † (1140 - ?)
- Niccolò II † (1179 - 1197)
- Monaldo II † (1217 - 1228)
- Saint  Aldebrando † (1228 - vers 1247 )
- Bienheureux Richard † (1250 - 1255)
- Gentile Ier † (1255 - 1270)
- Ildebrando † (1265 - 1280)
- Gentile II † (1280 - ?)
- Giacomo o Iacopo † (1286 - 1295)
- Monaldo II † (1295 - 1304)
- Giovanni III † (1304 - 1317)
- Pietro de' Gabrielli † ( 1317 - 1327)
- Filippo † ( 1327 - 1333)
- Arnaldo † (1333 - ] 1342 )
- Ugolino † ( 1342 - 1363)
- Galvano o Garrano, O.E.S.A. † ( 1363 - 1372)
- Oddone Ranieri † (1372 - 1408 )
- Ruello de' Roelli † (1408 - 1420)
- Giovanni Mucci † ( 1420 - 1432)
- Delfino Gozzardini, O.Cist. † (1433 - 1434)
- Andrea da Montecchio † (] 1434 - 1434)
- Gabriele Benveduti † ( 1434 - 1449 )
- Agostino Lanfranchi † ( 1449 -  1469)
- Gerolamo Santucci † (1469 -  1494)
- Paul de Middlebourg † ( 1494 - 1534 )
- Giovanni Guidiccioni † ( 1534 - 1541)
- Niccolò Ardinghelli † ( 1541 -  1547 )
- Lodovico o Luigi Ardinghelli † ( 1547 - 1569 )
- Alessandro Mazza † ( 1569 - 1575 )
- Orazio Montegranelli † ( 1575 - 1579 )
- Ottavio Accoramboni † ( 1579 - 1610)
- Giovanni Canauli (Cannuli) † (1610 - 1612 )
- Lorenzo Landi † ( 1612 -  1627 )
- Benedetto Landi † (1628 - 1632 )
- Giovanni Battista Landi † (1633 -  1647 )
- Giambattista Zeccadoro † ( 1648 -  1696)
- Lorenzo Fabbri (Fabri), O.F.M.Conv. † ( 1696 -  1709 )
- Carlo Palma † ( 1709 - 1718 )
- Eustachio Palma † ( 1718 -  1754 )
- Apollinare Peruzzini, O.S.A. † ( 1755 -  1774 )
- Rocco Maria Barsanti, C.R.M. † ( 1775 -  1779)
- Felice Paoli † ( 1779 -  1800)
- Stefano Bellini † ( 1800 -  1807)
- Giulio Maria Alvisini † ( 1808 - ] 1823)
- Luigi Ugolini † (] 1824 - 1850 )
- Filippo Fratellini † (1851 - 1884 )
- Alessio Maria Biffoli † (1884 - 1892)
- Vincenzo Franceschini † ( 1892 -  1896 )
- Dionisio Alessandri † (1896 - 1904 )
- Achille Quadrozzi † ( 1904 - 1913 )
- Pasquale Righetti † ( 1914 - 1926)
- Amedeo Polidori † ( 1931 -  1961 ), puis évêque titulaire de Métellopolis (de)
- Vittorio Cecchi † ( 1961 -  1973 )
- Costanzo Micci (it) † (1973 - 1985 )
- Mario Cecchini (it) ( 1986 -  1986)